# حجم مبيعات فئة المنتج
حجم مبيعات فئة المنتج (PCV) هو مقياس التوزيع الموزون استنادًا إلى مبيعات المتجر من فئة المنتج.
وحجم مبيعات فئة المنتج هو شكل محسن لحجم مبيعات جميع السلع (ACV). وهو يدرس حصة فئة المنتج المبيعة بواسطة المتاجر التي حقق فيها منتج ما توزيعًا.
وتحدد مقاييس التوزيع مدى توفر المنتجات التي تُباع من خلال تجار التجزئة، وعادة يكون ذلك كنسبة مئوية من جميع منافذ البيع المحتملة. وفي أغلب الأحيان يتم تحديد وزن منافذ البيع من خلال حصتها من مبيعات فئة المنتج أو مبيعات «جميع السلع». وبالنسبة للمسوقين الذين يبيعون من خلال بائعين، تكشف مقاييس التوزيع نسبة وصول المنتج صاحب العلامة التجارية إلى الأسواق. وتعد موازنة جهود أي شركة في «الدفع» (بناء الدعم للبائعين والتوزيع والحفاظ عليه) و«السحب» (الحصول على طلبات العملاء) محور اهتمام إستراتيجي مستمر لدى المسوقين.

## الغرض
يقيس حجم مبيعات فئة المنتج قدرة الشركة على توصيل منتج ما إلى عملائها من حيث إجمالي مبيعات فئة المنتج بين منافذ البيع التي تحمل الاسم التجاري. ويساعد هذا المقياس المسوقين على فهم ما إذا كان منتج معين يحقق توزيعًا في منافذ البيع التي يبحث فيها العملاء عن فئته، في مقابل المتاجر التي تلقى إقبالاً كبيرًا والتي من الممكن أن يتوه المنتج في أجنحتها.
وعندما تتوفر بيانات تفصيلية حول المبيعات، يمكن أن يقدم حجم مبيعات فئة المنتج مؤشرًا قويًا لحصة السوق ضمن فئة يصل إليها اسم تجاري معين. أما إذا لم تتوفر بيانات المبيعات، فيمكن للمسوقين حساب حجم المبيعات التقريبي لفئة المنتج من خلال استخدام مساحة تُقاس بالأقدام المربعة مخصصة لفئة المنتج المعنية كمؤشر لأهمية فئة المنتج هذه بالنسبة لمنفذ بيع أو نوع محدد من المتاجر.

## البنية
إن حجم مبيعات فئة المنتج (PCV) هو حصة مبيعات فئة المنتج بالنسبة المئوية (أو القيمة بالدولار) التي تحققها المتاجر التي تحتفظ على الأقل بوحدة واحدة لحفظ بنود البضاعة للاسم التجاري المعني مقارنة بجميع المتاجر التابعة لها على مستوى العالم.
توزيع حجم مبيعات فئة المنتج (PCV) (بالنسبة المئوية) =
100 × إجمالي مبيعات فئة المنتج لدى منافذ البيع التي تحمل الاسم التجاري (بالدولار) ÷
إجمالي مبيعات فئة المنتج لدى جميع منافذ البيع (بالدولار)
توزيع حجم مبيعات فئة المنتج (PCV) (بالدولار) =
إجمالي مبيعات فئة المنتج لدى منافذ البيع التي تحمل الاسم التجاري (بالدولار)

## وصلات خارجية
- MASB Official Website